# Saint-Maurice-les-Brousses
Pour les articles homonymes, voir Saint-Maurice.
Saint-Maurice-les-Brousses est une commune française située dans le département de la Haute-Vienne en région Nouvelle-Aquitaine.
Ses habitants sont appelés les Saints-Mauriciens.

## Géographie

### Généralités

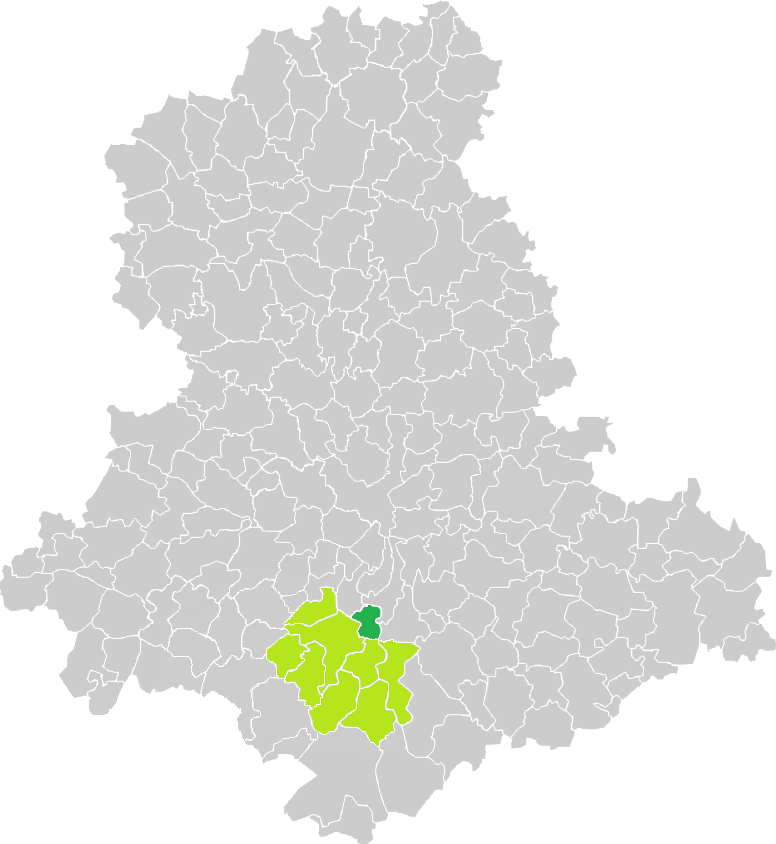
Situation de la commune de Saint-Maurice-les-Brousses en Haute-Vienne.

Commune de l'aire urbaine de Limoges. Accès : routier, autoroute A20, sortie 38 ; depuis Limoges, route de Saint-Yrieix-la-Perche.

### Communes limitrophes
Saint-Maurice-les-Brousses est limitrophe de cinq autres communes.
Les communes limitrophes sont Janailhac, Jourgnac, Nexon, Saint-Jean-Ligoure et Le Vigen.
| Jourgnac |                            | Le Vigen           |
| Nexon    | Saint-Maurice-les-Brousses |                    |
|          | Janailhac                  | Saint-Jean-Ligoure |

### Climat
Pour des articles plus généraux, voir Climat de la Nouvelle-Aquitaine et Climat de la Haute-Vienne.
Historiquement, la commune est exposée à un climat océanique limousin.  
En 2020, Météo-France publie une typologie des climats de la France métropolitaine dans laquelle la commune est exposée à un climat océanique altéré et est dans la région climatique  Ouest et nord-ouest du Massif Central, caractérisée par une pluviométrie annuelle de 900 à 1 500 mm, maximale en automne et en hiver.
Pour la période 1971-2000, la température annuelle moyenne est de 11,1 °C, avec une amplitude thermique annuelle de 14,8 °C. Le cumul annuel moyen de précipitations est de 1 106 mm, avec 13,1 jours de précipitations en janvier et 8 jours en juillet. Pour la période 1991-2020, la température moyenne annuelle observée sur la station météorologique la plus proche, située sur la commune de Nexon à 4 km à vol d'oiseau, est de 11,9 °C et le cumul annuel moyen de précipitations est de 1 011,0 mm,. Pour l'avenir, les paramètres climatiques de la commune estimés pour 2050 selon différents scénarios d’émission de gaz à effet de serre sont consultables sur un site dédié publié par Météo-France en novembre 2022.

## Urbanisme

### Typologie
Au 1er janvier 2024, Saint-Maurice-les-Brousses est catégorisée commune rurale à habitat dispersé, selon la nouvelle grille communale de densité à sept niveaux définie par l'Insee en 2022.
Elle est située hors unité urbaine. Par ailleurs la commune fait partie de l'aire d'attraction de Limoges, dont elle est une commune de la couronne,. Cette aire, qui regroupe 127 communes, est catégorisée dans les aires de 200 000 à moins de 700 000 habitants,.

### Occupation des sols
L'occupation des sols de la commune, telle qu'elle ressort de la base de données européenne d’occupation biophysique des sols Corine Land Cover (CLC), est marquée par l'importance des territoires agricoles (92,6 % en 2018), en diminution par rapport à 1990 (95,9 %). La répartition détaillée en 2018 est la suivante : 
prairies (60,3 %), zones agricoles hétérogènes (32,3 %), zones urbanisées (5,6 %), forêts (1,8 %). L'évolution de l’occupation des sols de la commune et de ses infrastructures peut être observée sur les différentes représentations cartographiques du territoire : la carte de Cassini (XVIIIe siècle), la carte d'état-major (1820-1866) et les cartes ou photos aériennes de l'IGN pour la période actuelle (1950 à aujourd'hui).

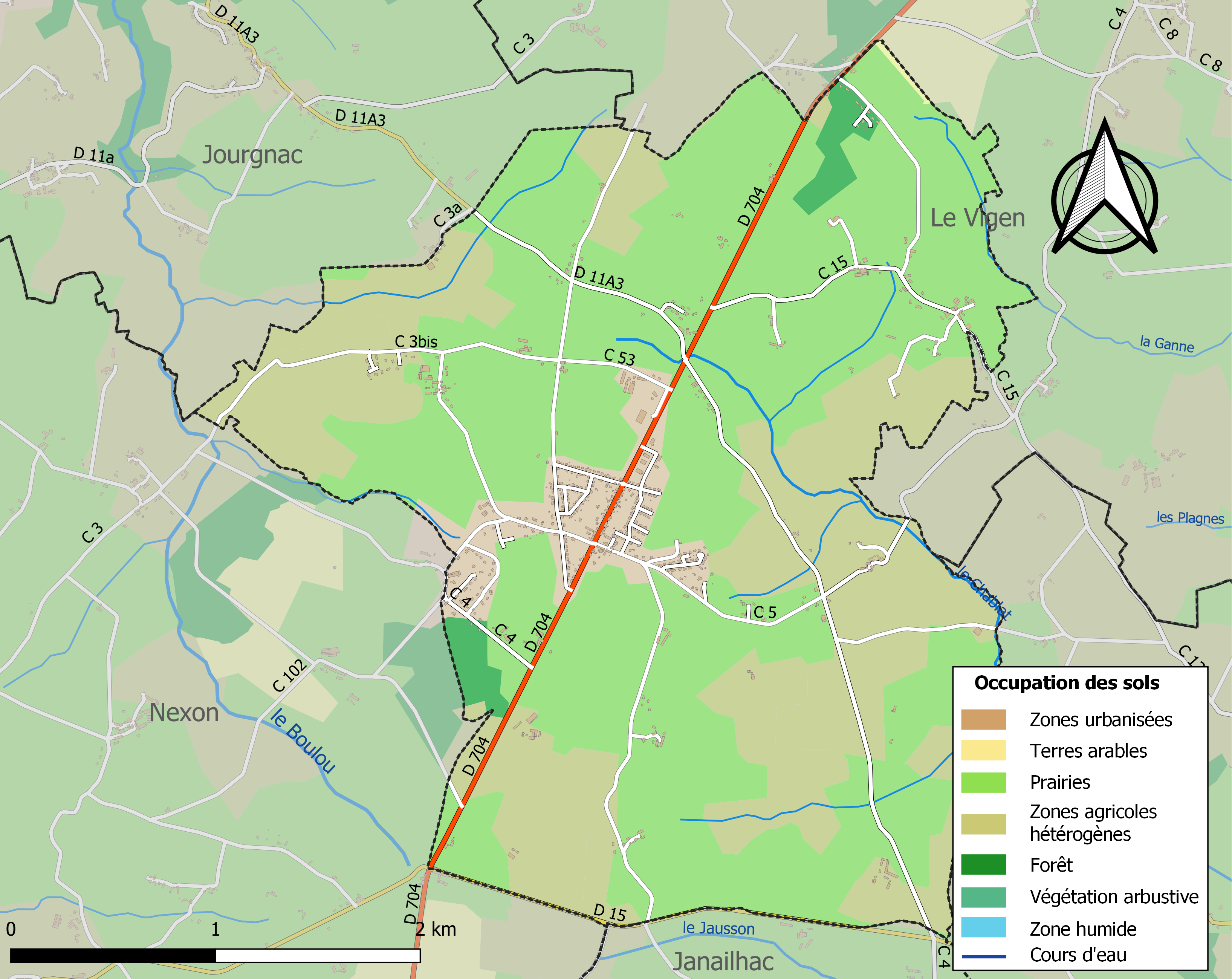
Carte des infrastructures et de l'occupation des sols de la commune en 2018 (CLC).

### Risques majeurs
Le territoire de la commune de Saint-Maurice-les-Brousses est vulnérable à différents aléas naturels : météorologiques (tempête, orage, neige, grand froid, canicule ou sécheresse) et séisme (sismicité faible). Un site publié par le BRGM permet d'évaluer simplement et rapidement les risques d'un bien localisé soit par son adresse soit par le numéro de sa parcelle.

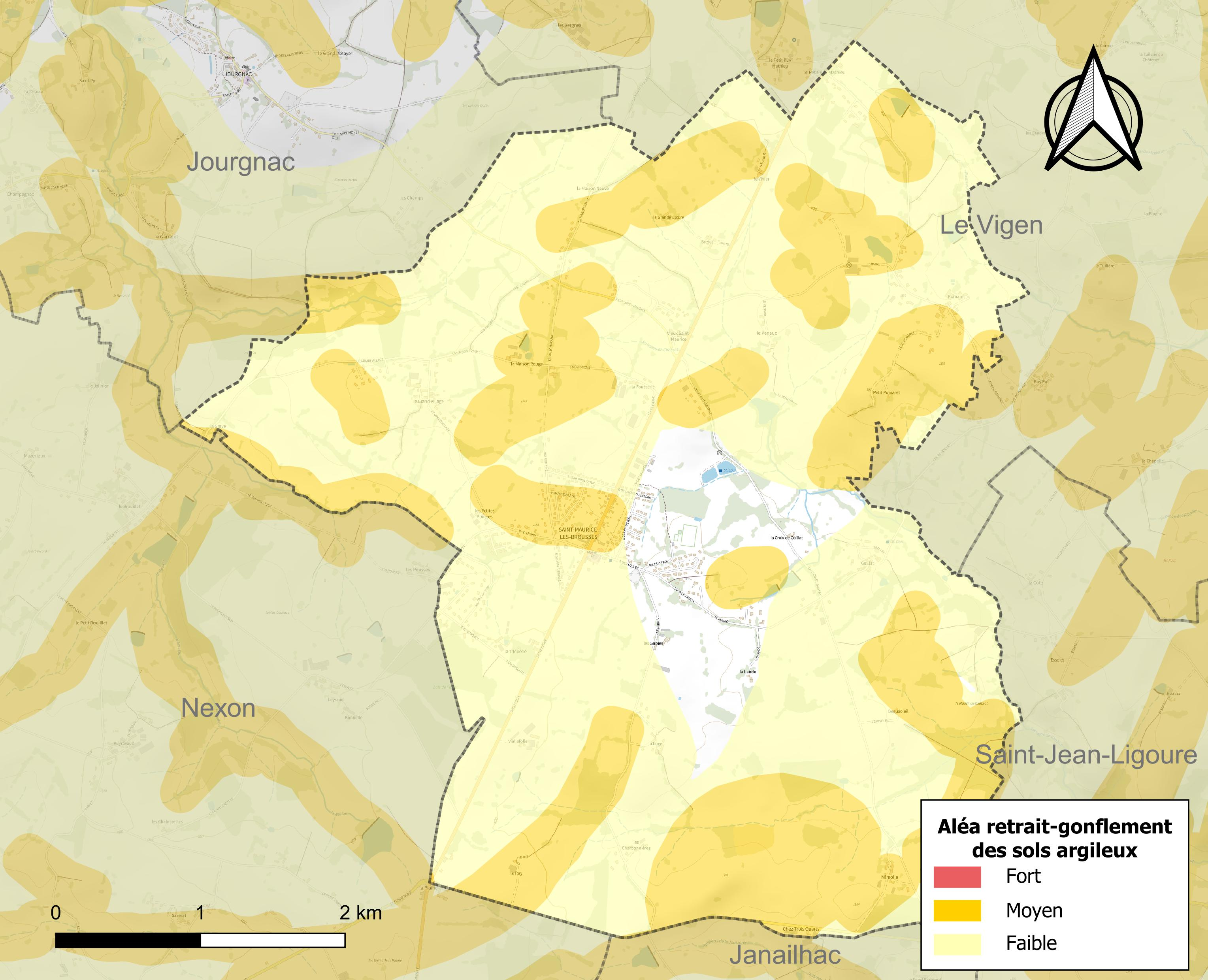
Carte des zones d'aléa retrait-gonflement des sols argileux de Saint-Maurice-les-Brousses.

Le retrait-gonflement des sols argileux est susceptible d'engendrer des dommages importants aux bâtiments en cas d’alternance de périodes de sécheresse et de pluie. 36 % de la superficie communale est en aléa moyen ou fort (27 % au niveau départemental et 48,5 % au niveau national métropolitain). Depuis le 1er octobre 2020, en application de la loi ÉLAN, différentes contraintes s'imposent aux vendeurs, maîtres d'ouvrages ou constructeurs de biens situés dans une zone classée en aléa moyen ou fort,.
La commune a été reconnue en état de catastrophe naturelle au titre des dommages causés par les inondations et coulées de boue survenues en 1982, 1988 et 1999 et par des mouvements de terrain en 1999.

## Toponymie
En occitan, la commune se nomme Sent Mauseris.

## Politique et administration

### Liste des maires

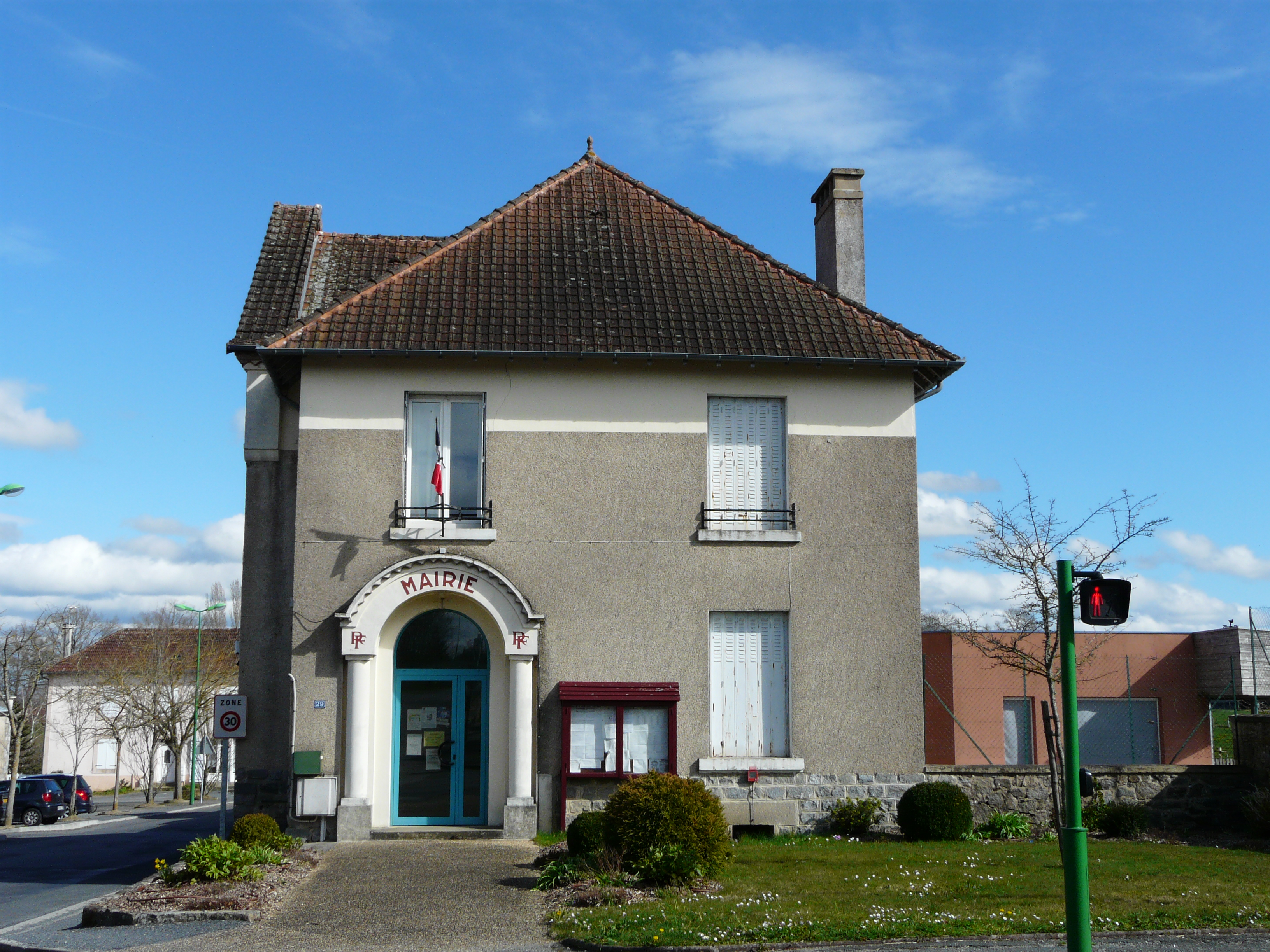
La mairie.

| Période                                  | Période  | Identité                      | Étiquette | Qualité                |
| ---------------------------------------- | -------- | ----------------------------- | --------- | ---------------------- |
| Les données manquantes sont à compléter. |          |                               |           |                        |
| avant 1828                               | mai 1831 | Joseph Petiot de Taillac      |           | Capitaine d'Infanterie |
| août 1831                                | ?        | Léonard Pradeau               |           |                        |
| avant 1968                               | ?        | Maurice Deschamps (1917-2005) | UDR       |                        |
|                                          |          |                               |           |                        |
| mars 1989                                | En cours | Georges Dargentolle           | ADS       | Ancien cadre           |

## Démographie
L'évolution du nombre d'habitants est connue à travers les recensements de la population effectués dans la commune depuis 1793. Pour les communes de moins de 10 000 habitants, une enquête de recensement portant sur toute la population est réalisée tous les cinq ans, les populations de référence des années intermédiaires étant quant à elles estimées par interpolation ou extrapolation. Pour la commune, le premier recensement exhaustif entrant dans le cadre du nouveau dispositif a été réalisé en 2005.

En 2022, la commune comptait 1 041 habitants, en évolution de −0,38 % par rapport à 2016 (Haute-Vienne : −0,68 %, France hors Mayotte : +2,11 %).
| 1793 | 1800 | 1806 | 1821 | 1831 | 1836 | 1841 | 1846 | 1851 |
| ---- | ---- | ---- | ---- | ---- | ---- | ---- | ---- | ---- |
| 349  | 306  | 394  | 364  | 399  | 407  | 386  | 429  | 427  |

| 1856 | 1861 | 1866 | 1872 | 1876 | 1881 | 1886 | 1891 | 1896 |
| ---- | ---- | ---- | ---- | ---- | ---- | ---- | ---- | ---- |
| 386  | 399  | 409  | 398  | 391  | 417  | 451  | 492  | 546  |

| 1901 | 1906 | 1911 | 1921 | 1926 | 1931 | 1936 | 1946 | 1954 |
| ---- | ---- | ---- | ---- | ---- | ---- | ---- | ---- | ---- |
| 503  | 515  | 505  | 423  | 403  | 414  | 440  | 394  | 379  |

| 1962 | 1968 | 1975 | 1982 | 1990 | 1999 | 2005 | 2006 | 2010 |
| ---- | ---- | ---- | ---- | ---- | ---- | ---- | ---- | ---- |
| 395  | 348  | 386  | 570  | 553  | 546  | 713  | 751  | 965  |

| 2015  | 2020  | 2022  | - | - | - | - | - | - |
| ----- | ----- | ----- | - | - | - | - | - | - |
| 1 043 | 1 048 | 1 041 | - | - | - | - | - | - |

## Culture locale et patrimoine

### Lieux et monuments
- Église Saint-Maurice de Saint-Maurice-les-Brousses

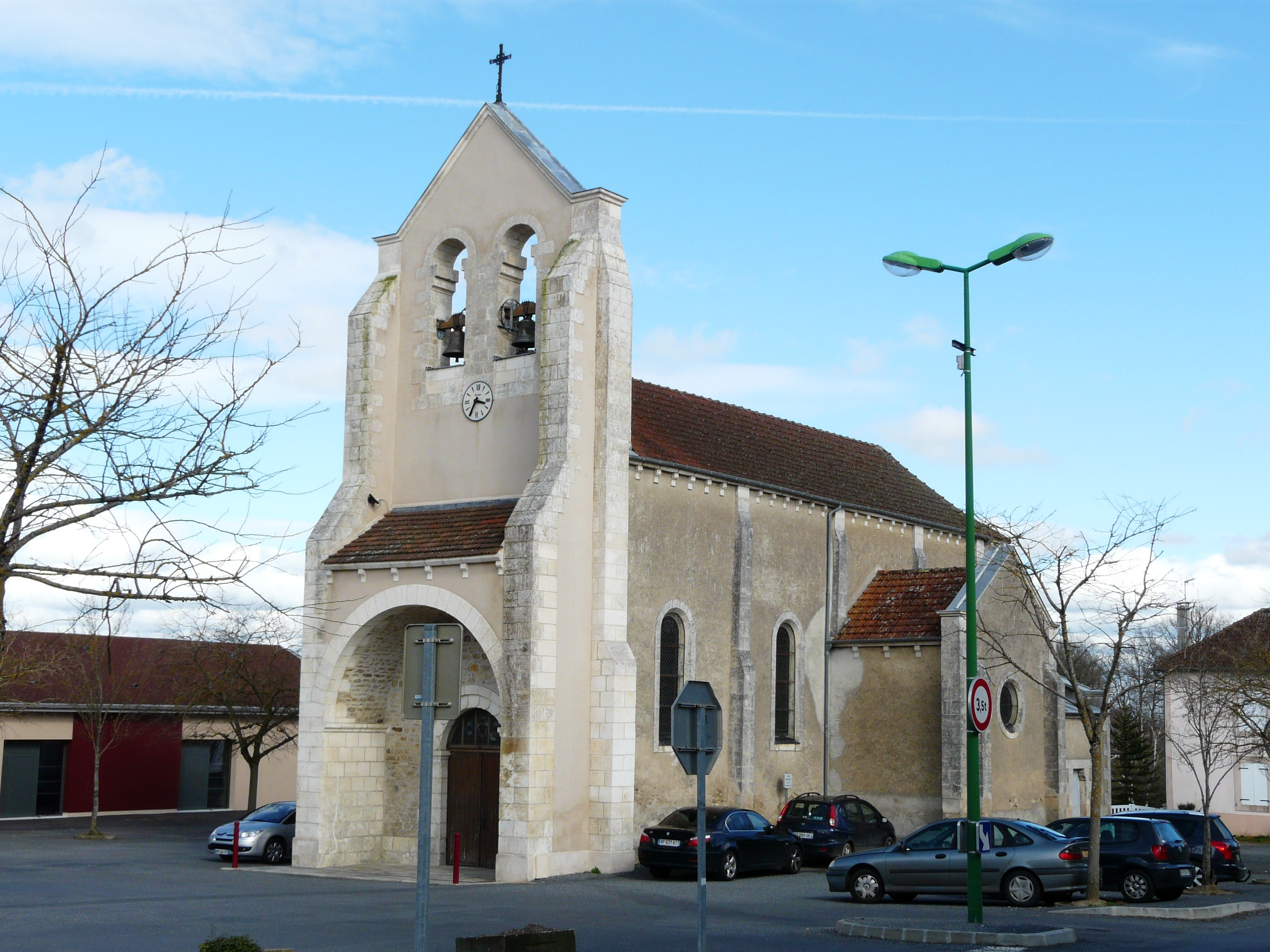
L'église.
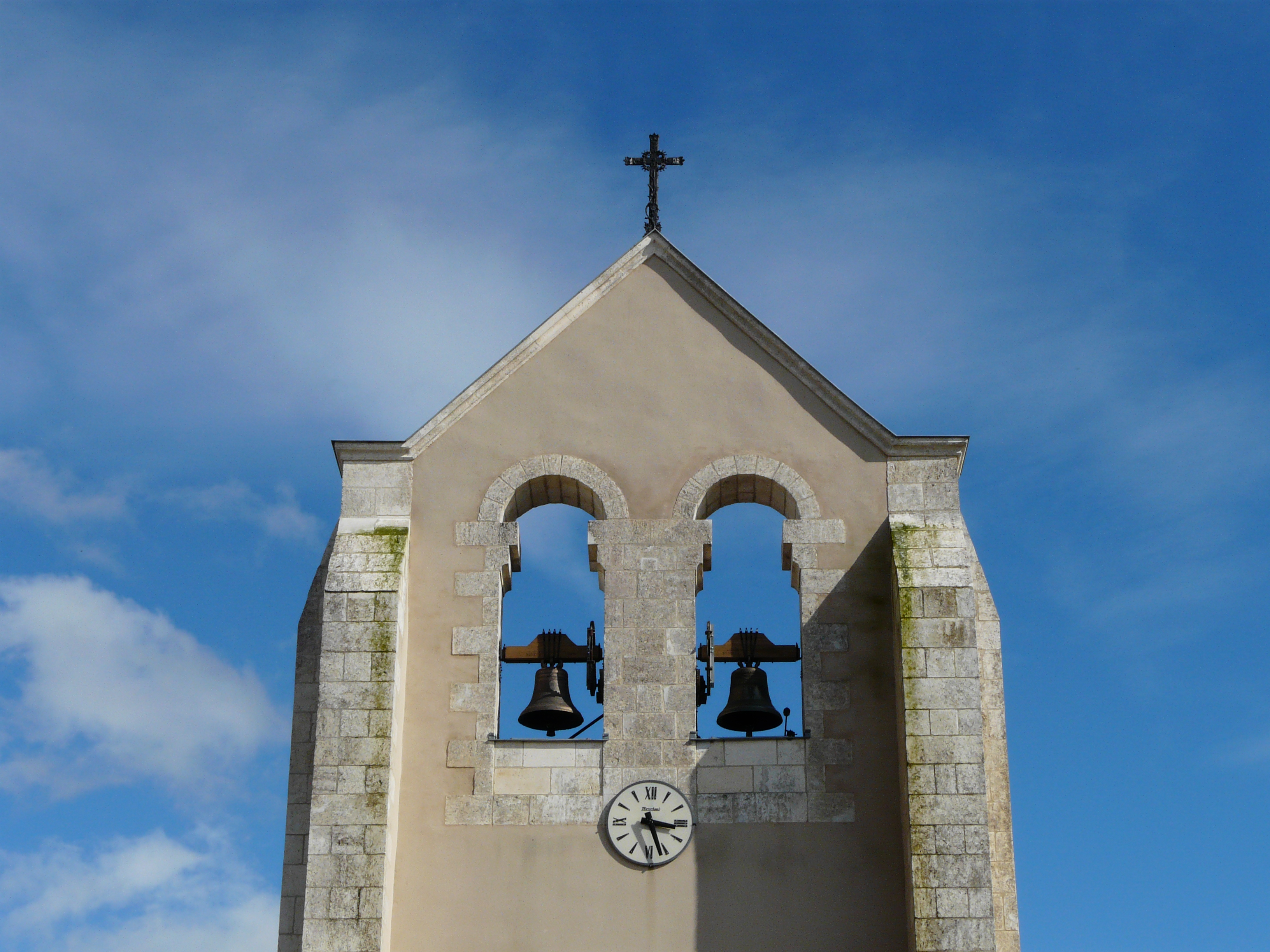
Son clocher-mur.
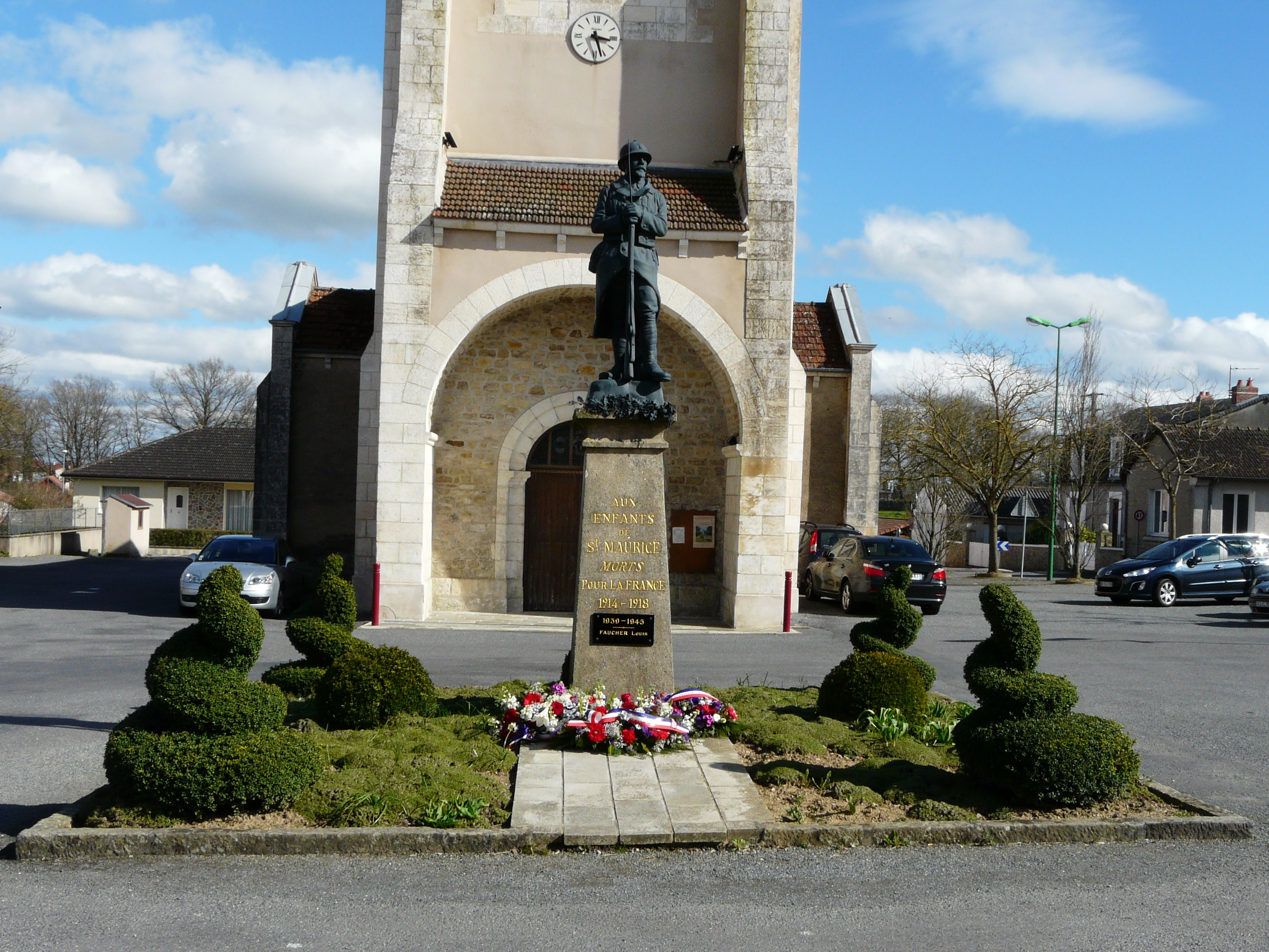
Le monument aux morts.